# Hotspot (album)
Hotspot è il quattordicesimo album in studio del gruppo musicale inglese Pet Shop Boys, pubblicato nel 2020.

## Tracce
Testi e musiche di Neil Tennant e Chris Lowe, eccetto dove indicato.
1. Will-o-the-Wisp – 4:27
2. You Are the One – 3:35
3. Happy People – 3:51
4. Dreamland (featuring Years & Years) (Tennant, Lowe, Olly Alexander) – 3:28
5. Hoping for a Miracle – 5:00
6. I Don't Wanna – 4:02
7. Monkey Business (Tennant, Lowe, Stuart Price) – 4:08
8. Only the Dark – 3:38
9. Burning the Heather – 5:27
10. Wedding in Berlin – 4:27